# Циклотетрадекан
Циклотетрадекан (Cyclotetradecane) — органическое вещество класса циклоалканов. Химическая формула — C14H28.
В природе встречается в составе нефти, также в качестве структурной основы ряда антибиотиков-макролидов, в частности — эритромицина. Эмбриотоксикант.

## Физические свойства
Твердое вещество при комнатной температуре.
Имеет совершенно ненапряжённую конформационную структуру.